# Giornata nazionale degli alberi
La Giornata nazionale degli alberi o Festa degli alberi è una giornata nazionale italiana che si celebra il 21 novembre.

## Storia
Nel 1899 lo statista Guido Baccelli propone una festività dedicata agli alberi, che viene celebrata per la prima volta in Italia a Castiglione dei Pepoli il 27 agosto 1899, la festività venne poi ufficializzata col Regio Decreto del 2 febbraio 1902 n 18. Nel 1951 Amintore Fanfani stabilisce la data del 21 novembre.
È stata istituita attualmente dal Ministero dell'ambiente e della tutela del territorio e del mare e riconosciuta con l'art. 1 della Legge 14 gennaio 2013, n. 10. Questa legge ha abolito anche l'articolo 104 del Regio decreto 30 dicembre 1923, n. 3267, che prevedeva l'istituzione all'interno del Regno d'Italia di una giornata con analoghe finalità
Il suo scopo è promuovere la tutela dell'ambiente e la riduzione dell'inquinamento e la valorizzazione degli alberi e si affianca ad iniziative analoghe di alcune associazioni, come la festa dell'albero organizzata da Legambiente.
Nel 2015 il tema è stato l'alimentazione sostenibile, mentre nel 2016 il tema è stato l'erosione del suolo.